# Winfield K. Denton

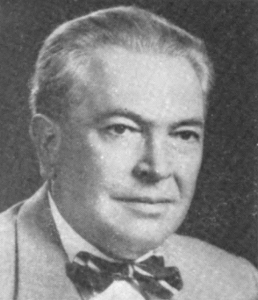
Winfield K. Denton

Winfield Kirkpatrick Denton (* 28. Oktober 1896 in Evansville, Indiana; † 2. November 1971 ebenda) war ein US-amerikanischer Politiker. Zwischen 1945 und 1966 vertrat er zweimal den Bundesstaat Indiana im US-Repräsentantenhaus.

## Werdegang
Winfield Denton war der Sohn des Kongressabgeordneten George K. Denton (1864–1926). Er besuchte die öffentlichen Schulen seiner Heimat und studierte danach bis 1919 an der DePauw University in Greencastle. Im Jahr 1919 war er kurz nach dem Ende des Ersten Weltkrieges Soldat im Fliegerkorps der US Army. Nach einem anschließenden Jurastudium an der Harvard University und seiner im Jahr 1922 erfolgten Zulassung als Rechtsanwalt begann er in diesem Beruf zu arbeiten. Im gleichen Jahr spielte er ein Spiel für das NFL-Team der Evansville Crimson Giants. Zwischen 1932 und 1936 fungierte er als Staatsanwalt im Vanderburgh County.
Politisch war Denton Mitglied der Demokratischen Partei. Zwischen 1937 und 1942 saß er als Abgeordneter im Repräsentantenhaus von Indiana. Zeitweise leite er dort die demokratische Fraktion. Während des Zweiten Weltkrieges diente er in der US Army. Bei den Kongresswahlen des Jahres 1948 wurde Denton im achten Wahlbezirk von Indiana in das US-Repräsentantenhaus in Washington, D.C. gewählt, wo er am 3. Januar 1949 sein neues Mandat antrat. Nach einer Wiederwahl konnte er bis zum 3. Januar 1953 zwei Legislaturperioden im Kongress absolvieren. Diese waren von den Ereignissen des Kalten Krieges geprägt.
Im Jahr 1952 wurde Winfield Denton nicht bestätigt. Zwischen 1952 und 1964 nahm er als Delegierter an allen Democratic National Conventions teil. Bei den Wahlen des Jahres 1954 wurde er erneut im achten Distrikt seines Staates in den Kongress gewählt, wo er am 3. Januar 1955 D. Bailey Merrill ablöste, der ihn zwei Jahre zuvor verdrängt hatte. Nach fünf Wiederwahlen konnte er bis zu seinem Rücktritt am 30. Dezember 1966 im US-Repräsentantenhaus verbleiben. Während der Legislaturperiode von 1963 bis 1965 vertrat er den ersten Bezirk seines Staates. Während seiner zweiten Phase als Kongressabgeordneter zwischen 1955 und 1966 begann der Vietnamkrieg. Außerdem beherrschte die Bürgerrechtsbewegung die amerikanische Innenpolitik.
Nachdem er bei den Wahlen im November 1966 nicht wiedergewählt worden war, trat er am 30. Dezember 1966, wenige Tage vor dem regulären Ende der Legislaturperiode am 3. Januar 1967, von seinem Mandat zurück. Danach zog er sich aus der Politik zurück. Winfield Denton starb am 2. November 1971 in seiner Geburtsstadt Evansville, wo er auch beigesetzt wurde.